# Джоел Шумахер
Джоель Шумахер (англ. Joel Schumacher; 29 серпня 1939 — 22 червня 2020) — американський кінорежисер, сценарист та продюсер.

## Фільмографія
| Назва                            | Мовою оригінала                | Рік  | Жанр                              |
| -------------------------------- | ------------------------------ | ---- | --------------------------------- |
| Що приховує брехня               | Trespass                       | 2011 | Психологічний кримінальний трилер |
| Дванадцять                       | Twelve                         | 2010 | Драматичний трилер                |
| Кривавий струмок                 | Blood Creek                    | 2009 | Фільм жахів                       |
| Число 23                         | The Number 23                  | 2007 | Психологічний трилер              |
| Привид Опери                     | The Phantom Of The Opera       | 2004 | Мюзикл                            |
| Полювання на Вероніку            | Veronica Guerin                | 2003 | Драматичний трилер                |
| Телефонна будка                  | Phone Booth                    | 2002 | Трилер                            |
| Погана компанія                  | Bad Company                    | 2002 | Кримінальний бойовик              |
| Країна тигрів                    | Tigerland                      | 2000 | Військова драма                   |
| Бездоганні                       | Flawless                       | 1999 | Психологічна драма                |
| 8 міліметрів                     | 8mm                            | 1999 | Кримінальний трилер               |
| Бетмен та Робін                  | Batman and Robin               | 1997 | Фантастичний бойовик              |
| Час вбивати                      | A Time to Kill                 | 1996 | Драматичний трилер                |
| Бетмен назавжди                  | Batman Forever                 | 1995 | Фантастичний бойовик              |
| Клієнт                           | The Client                     | 1994 | Драматичний трилер                |
| З мене досить                    | Falling down                   | 1993 | Драматичный екшн-трилер           |
| Померти молодим                  | Dying Young                    | 1991 | Мелодрама                         |
| Коматозники                      | Flatliners                     | 1990 | Драматичний трилер                |
| Родичі                           | Cousins                        | 1989 | Мелодрама                         |
| Пропащі хлопці                   | The Lost Boys                  | 1987 | Комедійний фільм жахів            |
| Вогні святого Ельма              | St. Elmo's Fire                | 1985 | Драма                             |
| Вашингтонське таксі              | D.C. Cab                       | 1983 | Комедія                           |
| Жінка, що неймовірно зменшується | The Incredible Shrinking Woman | 1981 | Науково-фантастична комедія       |